# Галактичний квадрант (Зоряний шлях)

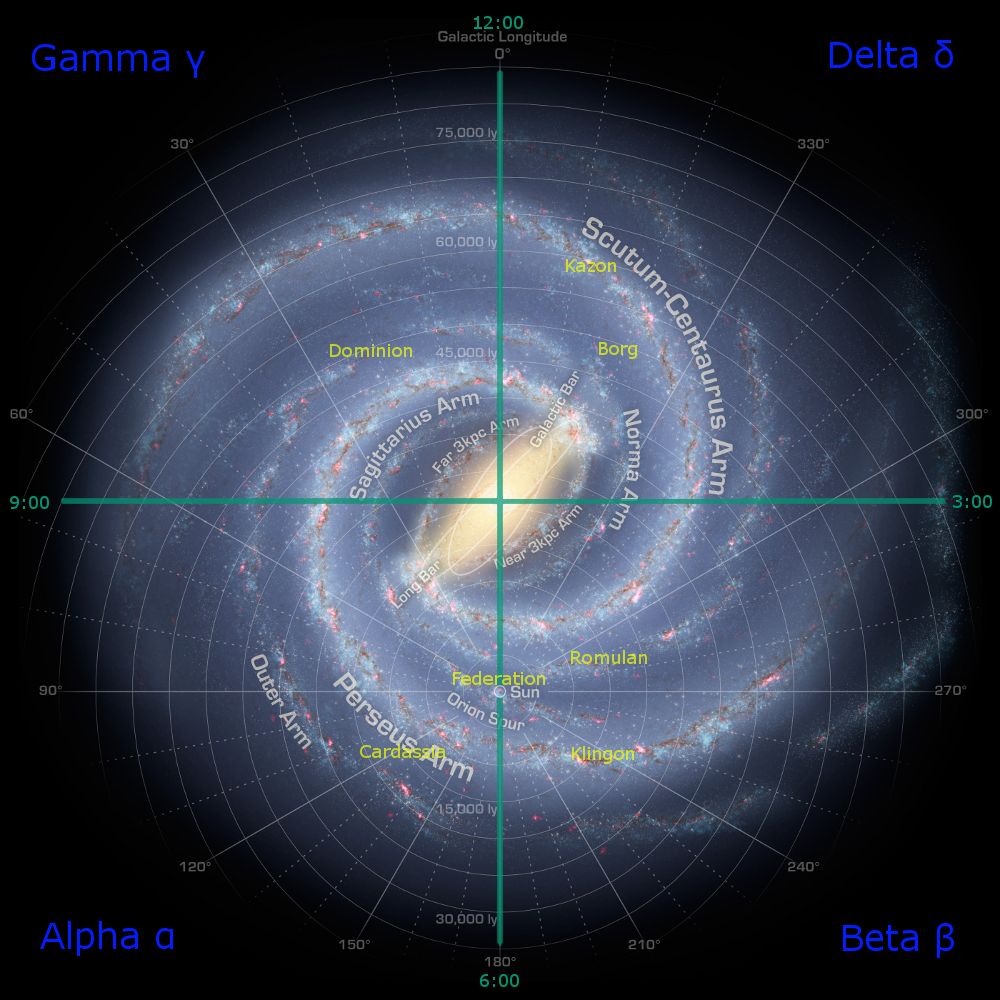
Територіальний поділ галактики Чумацький Шлях на чотири квадранти.

Галактичний квадрант (англ. Galactic quadrant) — вигадана адміністративно-територіальна одиниця із саги «Зоряний шлях». Галактичні квадранти ділять галактику Чумацький Шлях перпендикулярними меридіанами на чотири майже рівні частини: Альфа-квадрант, Бета-квадрант, Гама-квадрант та Дельта-квадрант.

## Альфа-квадрант
Альфа-квадрант (α-Квадрант) — частина галактики, де знаходиться більшість володінь Об'єднаної Федерації Планет, зокрема планети Земля і Вулкан. Крім того там існують держави: Клінгонська і Ромуланська імперії, Кардассіанський союз, Тзенкеті, Таларіанська республіка і Альянс ференгі, Толіанська співдружність, Конфедерація бринів і Альянс зінді. Досліджено близько 25 % Альфа-квадранту, тому там продовжуються відкриття нових планет, явищ і цивілізацій.
В Альфа-квадранті розміщена просторова аномалія — Баджорська червотичина, яка веде до системи Ідран в Гама-квадранті за 70000 світлових років. До 2150- х там також був Дельфійський простір, заповнений аномаліями і важкий для навігації.

## Бета-квадрант
Бета-квадрант (β-Квадрант) — розташований у напрямку сузір'я Кіля перпендикулярно α-квадранту. У β-квадранті частково розташовуються володіння Клінгонської зоряної імперії, а також Ромуланської. Деяка частина Бета-квадранта належить і Федерації Планет. Федерації погано відома картографія Бета-квадранта — в основному унаслідок перекривання подальшого доступу до іншої частини квадранта Клінгонською і Ромуланською імперіями: відомо, що в 2566 році клінгони приєдналися до Федерації — ймовірно, тоді почалося більш активне освоєння Бета-квадранта, тому як бар'єрів більше не стало. У 2293 році крейсер типу «Ексельсіор» під командуванням капітана Сулу закінчив трирічний дослідницький рейс до Бета-квадранту, який включав каталогізацію газоподібних аномалій Бета-квадранту. 70 років по тому «Олімп», під командуванням Лайзи Кузак, сім років досліджував Бета-квадрант. З великою часткою ймовірності можна припустити, що більшість місій NX-01 відбувалися в Бета-квадранті і лише частина — в Альфа-квадранті.

## Гама-квадрант
Гама-квадрант (γ-Квадрант) — межа цього квадранта знаходиться за 30000 світлових років від Землі і його мало досліджено. В 2369 було відкрито Баджорську червоточину, яка дозволила Федерації Планет швидко переміщуватися до Гама-квадранту. Головною державою Гама-квадранту є Домініон — союз тамтешніх цивілізацій, що існує вже близько 2000 років і таємно керується змінниками, інакше відомими як метаморфи.

## Дельта-квадрант
Дельта-квадрант (δ-Квадрант) — лишався недослідженим до 2371 року, коли там опинився корабель Федерації «Вояджер». 2374 з кораблем вдалося встановити зв'язок, в 2378 він повернувся, що значно розширило знання про цей регіон. Основною силою в Дельта-квадранті є Колектив борґів (інакше просто Борґ), звідки він нападає на інші квадранти з використанням трансварпової мережі. Також там діяв Вид 8472, що вів з борґами війну і походив з екзотичного рідинного простору. Інші впливові цивілізації квадранта: відіанці, кейзони, хіроджени. Відомо про існування Кренімської імперії, яка володіє  темпоральною зброєю, яка змінює хід історії на користь імперії.